# Dead Again (álbum de Type O Negative)
Dead Again é o sétimo e último álbum de estúdio da banda Type O Negative, lançado pelo selo SPV/Steamhammer. O vocalista Peter Steele morreria três anos depois, pondo fim à banda. Neste álbum foram usadas gravações de bateria reais de Johnny Kelly ao invés de bateria programada em computador, algo que não acontecia desde o álbum Bloody Kisses. A capa do álbum traz a foto de Grigori Rasputin, o místico russo da corte do czar Nicolau II – daí a tipografia da capa imitando caracteres do alfabeto cirílico.
O álbum foi bem recebido pela crítica e pelos fãs, atingindo o 27º lugar na Billboard 200. Ele foi relançado em fevereiro de 2008 com um DVD incluindo performances ao vivo, entrevistas e videoclipes. Uma edição em três discos de vinil também foi lançada, contendo também uma camiseta e um encarte de 12 páginas.
| Críticas profissionais                                                      | Críticas profissionais |
| Avaliações da crítica                                                       | Avaliações da crítica  |
| Fonte                                                                       | Avaliação              |
| --------------------------------------------------------------------------- | ---------------------- |
| allmusic                                                                    | [ 2 ]                  |
| Chronicles of Chaos                                                         | (9/10)                 |
| Hard Rock House                                                             | [ 4 ]                  |
| RockSomething                                                               | [ 5 ]                  |
| Esta tabela precisa de ser acompanhada por texto em prosa. Consulte o guia. |                        |

## Faixas
Todas as faixas por Peter Steele.
| N.º            | Título                         | Duração |  |
| 1.             | "Dead Again"                   | 4:15    |  |
| 2.             | "Tripping a Blind Man"         | 7:04    |  |
| 3.             | "The Profit of Doom"           | 10:47   |  |
| 4.             | "September Sun"                | 9:46    |  |
| 5.             | "Halloween in Heaven"          | 4:50    |  |
| 6.             | "These Three Things"           | 14:21   |  |
| 7.             | "She Burned Me Down"           | 7:54    |  |
| 8.             | "Some Stupid Tomorrow"         | 4:20    |  |
| 9.             | "An Ode to Locksmiths"         | 5:15    |  |
| 10.            | "Hail and Farewell to Britain" | 8:55    |  |
| Duração total: | Duração total:                 | 77:27   |  |

## Créditos
- Peter Steele – Vocal, baixo
- Kenny Hickey – Guitarra, vocal
- Josh Silver – Teclados, sintetizador, vocal
- Johnny Kelly – Bateria, percussão, vocal